# Platostoma stoloniferum
Platostoma stoloniferum là một loài thực vật có hoa trong họ Hoa môi. Loài này được G.Taylor  miêu tả khoa học đầu tiên năm 1936 dưới danh pháp Ceratanthus stolonifer. Năm 1997 A. J. Paton chuyển nó sang chi Platostoma.
Loài này là bản địa đông nam Thái Lan và Lào.